# Tín hiệu xua đuổi

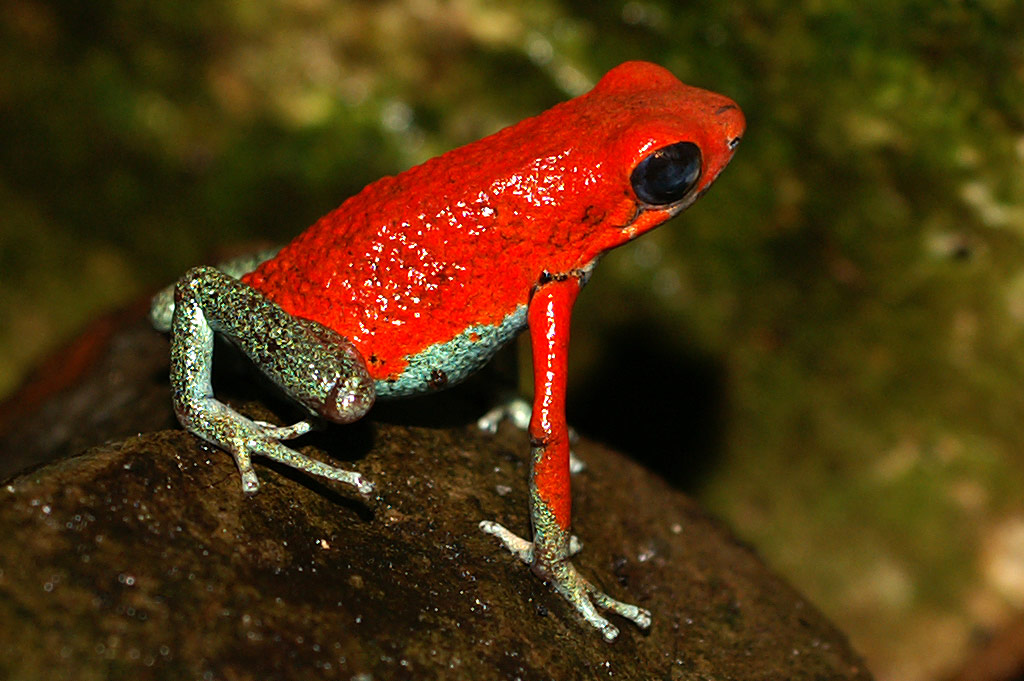
Một con ếch sặc sỡ

Tín hiệu xua đuổi (tiếng Anh: Aposematism, bắt nguồn từ tiếng Hy Lạp là: ἀπό/apo có nghĩa là biến đi và σῆμα/sema có nghĩa là dấu hiệu) là một thuật ngữ được đưa ra bởi Edward Bagnall Poulton vào năm 1877 . chỉ về khái niệm về màu sắc cảnh báo của Alfred Russel Wallace. Nó mô tả một tập hợp có liên quan về cơ chế tự vệ của động vật để chống lại kẻ thù, kẻ săn mồi, kẻ ăn thịt, trong đó một tín hiệu cảnh báo có liên quan đến tính không hề dễ xơi của một con mồi đối với những kẻ săn mồi tiềm năng. Sự bất lợi có thể bao gồm bất kỳ sự phòng thủ nào làm cho con mồi khó ăn, chẳng hạn như độc tính, mùi vị hôi thối hoặc mùi kinh khiếp hay tính chất hung hăng của con vật. Dấu hiệu xua đuổi luôn luôn liên quan đến tín hiệu phô trương có thể mang hình thức như màu sắc, âm thanh, mùi khó chịu của động vật hoặc các đặc tính dễ nhận biết khác.
Tín hiệu có mục đích mang lại lợi ích cho cả động vật ăn thịt và con mồi vì cả hai đều tránh gây hại cho nhau. Tín hiệu xua đuổi đôi khi được khai thác trong thiên nhiên với hình thức bắt chước kiểu Müller  nơi các loài có hệ thống phòng thủ mạnh tiến hóa giống nhau. Bằng cách bắt chước các loài có màu tương tự, tín hiệu cảnh báo cho những kẻ săn mồi được chia sẻ, khiến chúng học nhanh hơn với công sức bỏ ra ít hơn cho mỗi loài. Một tín hiệu có chủ đích thực sự rằng một loài thực sự sở hữu hệ thống phòng thủ hóa học hoặc vật lý không phải là cách duy nhất để ngăn chặn kẻ thù. Trong hành vi bắt chước kiểu Bates, một loài bắt chước giống như một mô hình có mục đích rõ ràng, đủ để chia sẻ sự bảo vệ, trong khi nhiều loài đã thổi phồng những màn hiển thị mê hoặc có thể khiến một kẻ săn mồi bắt đầu đủ lâu để cho phép con mồi không có ý định trốn thoát.